# Estera Raab
Estera Raab, geborene Terner (*  11. Juni 1922 in Chełm in Polen; † 13. April 2015 in Vineland, New Jersey), kam am 20. Dezember 1942 mit einem Pferdetransport und weiteren 800 jüdischen Personen ins Vernichtungslager Sobibór. Sie ist eine der wenigen überlebenden Frauen dieses Vernichtungslagers.

## Lager und Flucht
Raab wurde mit weiteren sieben jungen Frauen zur Arbeit im Strickraum des Lagers ausgewählt. Anschließend wurde sie in der Wäschesortierbaracke eingesetzt. Dort musste sie die Wäsche der Ermordeten aus den Gaskammern sortieren und arbeitete auch im Strickraum.
Sie sah aus einer Baracke in der Nähe der Rampe, auf der die Transportzüge mit den Juden ankamen, wie Karl Frenzel, der Kommandant des Lager I, einem Kleinkind den Kopf an den Waggons einschlug.
Sie wurde während des Aufstands von Sobibór verletzt, konnte aber mit Hella Felenbaum-Weiss und Zelda Metz-Kelbermann fliehen.

## Späteres Leben
Raab und der ehemalige Lagerinsasse Samuel Lerer erkannten den SS-Oberscharführer Erich Hermann Bauer im Jahre 1949 in West-Berlin auf der Straße, worauf dieser verhaftet wurde. Sie emigrierte später in die USA.

## Familie gedenkt
Bei der Eröffnungsfeier der neugestalteten Gedenkstätte Sobibor am 12. Oktober 2023 sprach der Sohn von Estera, Marvin, als erster Redner.
Die Gedenkstättenleitung zitiert ihn mit folgenden Worten:

“Der Hauptteil der Gedenkveranstaltung wurde von Marvin Raab, dem Sohn der am Häftlingsaufstand beteiligten Estera Raab, eröffnet. In seiner Rede beschrieb er den Schatten, den die Geschichte von Sobibór sowohl auf die Überlebenden als auch auf die heutige Menschheit werfen würde: Aber lassen Sie sich nicht von Worten täuschen. Diejenigen, die aus Sobibór entkommen sind, sind nicht entkommen. Wie meine Mutter es ausdrückte: ‚Es gibt kein Entkommen aus Sobibór‘. Nicht für mich. Nicht für Polen. Nicht für Deutschland. Nicht für die Welt. ‚Selbst Gott kann Sobibór nicht entkommen.‘”

## Überlebende Frauen
Es überlebten lediglich 47 Personen das Vernichtungslager Sobibor. Unter den Überlebenden waren am Ende des Zweiten Weltkriegs die Frauen:
- Hella Felenbaum-Weiss
- Eda Lichtman (geb. Fischer)
- Ursula Stern (verh. Ilona Safran)
- Selma Wijnberg (verh. Engel)
- Regina Zielinski (geb. Feldman)
- Zelda Metz-Kelbermann (geb. Metz)